# De verloren Van Eyck
De verloren Van Eyck is een stripverhaal uit de reeks van Suske en Wiske. Het is geschreven door Peter Van Gucht en getekend door Luc Morjaeu. Het kwam uit als 351ste album in de Vierkleurenreeks op 11 februari 2020. Het gehele verhaal verwijst naar Portret van Isabella van Portugal, een schilderij dat verloren is gegaan.

## Personages
- Suske, Wiske, Lambik, Jerom, tante Sidonia, Jan van Eyck (kunstschilder en geheim agent), militairen, Aston Martijn[1] (paard), Filips de Goede, Katharina (hofdame), twee ruziemakende verkopers van Cuberdon[2], fans van Jan van Eyck, Bieke (postduif), de Haai Society[3]; een verbond van hofdames uit de Europese hoven om hun rechten te verdedigen, douane, mijnheer Vijd[4], Haai Society, Isabella van Portugal, Grethe (hofdame), dwerg, personeel, Ferrari[5] (paard), bemanning schip,

## Locaties
- Lombardije, Gent, hof Ten Walle, Frankrijk, Portugal, Lissabon

## Verhaal
Jan van Eyck is in 1428 vlak bij de Italiaanse Alpen in Lombardije. Hij schildert landschappen die als map voor militaire doeleinden worden gebruikt. De vrienden werken aan het hof van Filips de Goede. Suske en Wiske willen, net als Jan van Eyck, geheim agent worden. Katharina is niet van adel maar slechts een hofdame en heeft een relatie met Jan van Eyck. Zijn twee huwelijken bleven kinderloos. Ze wil hem graag een zoon geven, maar hij heeft al 18 bastaarden en dit vindt hij wel genoeg. Hij is niet van plan om met een dame die niet van adel is te trouwen. Als ze ontdekt dat hij een schilderij van Isabella van Portugal wil laten maken omdat hij plannen heeft om met haar te trouwen, wil ze dit voorkomen. Als er een aanslag op Jan van Eyck wordt gepleegd, besluit men om Lambik als hem te vermommen. Lambik moet werken aan Het Lam Gods terwijl Jan stiekem naar Portugal vertrekt. Jerom wordt als condottieri (lijfwacht) met hem meegezonden.
Tante Sidonia wordt de huisvrouw van Lambik. Suske en Wiske verstoppen zich in een koffer en reizen met Jerom en Jan van Eyck mee. Op reis wordt het gezelschap aangevallen door meerdere vermomde vrouwen. Wiske herkent op hun kleding hetzelfde logo als op een pijl bij de aanslag voor Jan van Eyck vertrok. Jerom kan alle aanslagen verijdelen en de vrienden komen aan in Lissabon. Ook op het hof van Isabella wordt een aanslag gepleegd, waarna bedacht wordt om twee schilderijen van haar te maken. Suske en Wiske zullen één naar Gent brengen en Jerom en Jan nemen de ander mee. Met behulp van een camera obscura maakt Jan de twee schilderijen. Suske en Wiske verdenken Grethe en ze bedenken een plan, waardoor Grethe denkt dat ze een andere route zullen volgen. Zo kunnen ze de Haai Society een tijd afschudden. Jan van Eyck wil alleen reizen om de eer aan zichzelf te houden en geeft Jerom een slaapmiddel in zijn port.
Als Jerom wakker wordt, vertelt hij alles aan Isabella. Zij bedenkt een plan. Het schip waarmee Jan van Eyck terug naar Gent reist, wordt tot ontploffing gebracht met een brandende pijl. Zijn schilderij gaat verloren. Suske en Wiske bereiken Gent, maar ook daar worden ze door de Haai Society gepakt en het schilderij wordt met zuur vernietigd. Filips wil niet met iemand trouwen die hij nog nooit heeft gezien en Katharina denkt dat haar plan is geslaagd. Jan van Eyck biedt aan een schets te maken. Suske ontmaskert Katharina en Jerom komt dan aan op het hof. Hij heeft een grote kist bij zich en Isabella blijkt hierin te zijn vervoerd. Zij wilde Filips ook eerst zien voor ze met hem zou willen trouwen. Isabella voorkomt dat Katharina in de kerker belandt en Filips laat haar wonen op de Posteernehof. Isabella wil ook betrokken worden bij de Haai Society. Jan van Eyck denkt inmiddels dat Suske en Wiske goed zullen slagen als geheim agent. Hij ontdekt tot zijn grote schrik dat Lambik zijn schilderij heeft aangepast, dit is nu het Lam Biks.

## Achtergronden
- Er wordt in het verhaal verwezen naar typische streekgerechten, zoals waterzooi en cuberdon, en lokale gebeurtenissen en objecten (zoals Klokke Roeland en de Gentse Floraliën).

- Ook wordt verwezen naar beroemde schilderijen van Jan van Eyck, zoals Madonna bij de fontein, Portret van Giovanni di Nicolao Arnolfini, Madonna met kanunnik Joris van der Paele. Recente gebeurtenissen met Het Lam Gods worden ook aangegeven.

- Ook de manier het prepareren van schildersdoek en het mengen van verf wordt in het verhaal benoemd. Wiske blijkt een fout in het verfmengsel gemaakt te hebben, maar tot ieders grote verrassing blijkt dit veel beter te werken (sindsdien gebruikt men olie in plaats van ei).

- Isabella wil met een raadselachtige glimlach vastgelegd worden, maar Jan van Eyck vindt dit geen goed idee. Dit verwijst naar de Mona Lisa.

- Het gehele album heeft verwijzingen naar de onderdrukking van vrouwen en de strijd voor gelijke rechten.

- Er worden veel verwijzingen gemaakt naar de avonturen van James Bond.